# Stráža (Slowakei)
Stráža (ungarisch Nemesőr – bis 1907 Sztrázsa) ist eine Gemeinde im Norden der Slowakei mit 686 Einwohnern (Stand 31. Dezember 2024) im Okres Žilina, einem Kreis des Žilinský kraj.

## Geographie

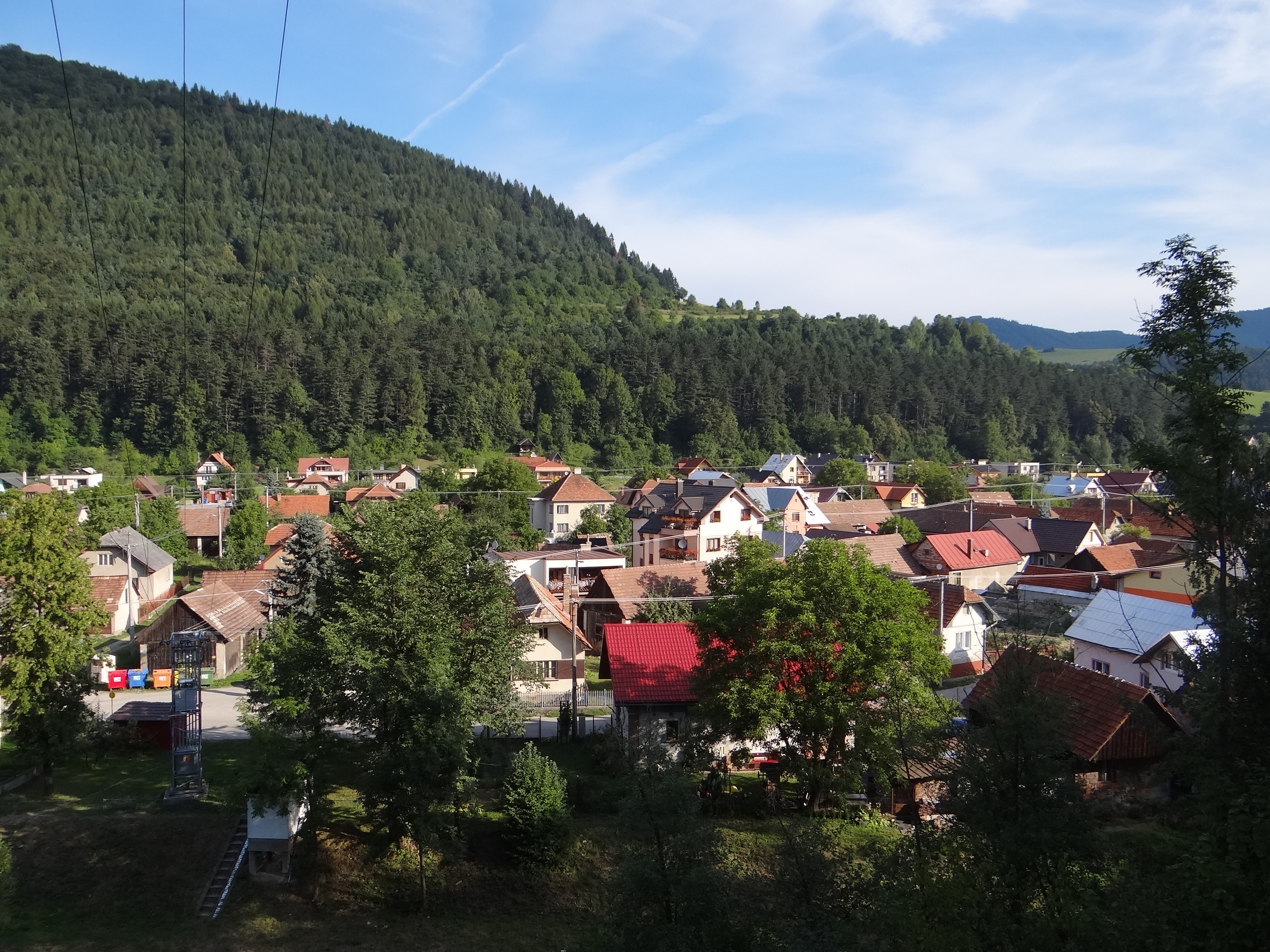
Stráža

Die Gemeinde befindet sich im Nordostteil des Talkessels Žilinská kotlina im Tal der Varínka, südlich des Berglands Kysucká vrchovina. Der höchste Punkt ist der Berg Želehosť mit 736 m n.m. Das Ortszentrum liegt auf einer Höhe von 402 m n.m. und ist 14 Kilometer von Žilina entfernt.
Nachbargemeinden sind Lysica im Norden, Belá im Osten, Dolná Tižina im Süden, Krasňany im Südwesten und Varín im Westen.

## Geschichte

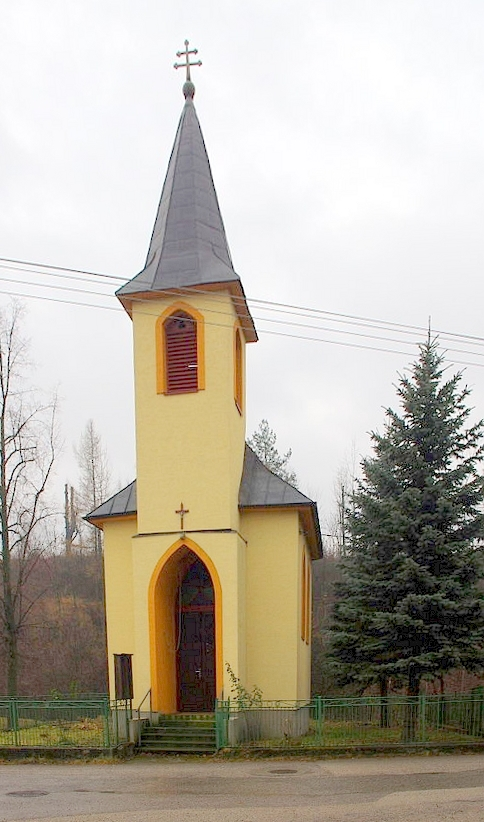
Kapelle in Stráža

Stráža wurde zum ersten Mal 1439 in einer Schenkungsurkunde als Strase schriftlich erwähnt. Das Dorf gehörte zum Herrschaftsgebiet der Burg Varín (damals Varna), der Dorfbewohner Frondienst leisten mussten. 1828 zählte man 34 Häuser und 315 Einwohner, die als Holzfäller, Kalkbrenner und Landwirte beschäftigt waren.
Bis 1918 gehörte der im Komitat Trentschin liegende Ort zum Königreich Ungarn und kam danach zur Tschechoslowakei beziehungsweise heute Slowakei.

## Bevölkerung
| Jahr                | 1994 | 2004    | 2014    | 2024    |
| ------------------- | ---- | ------- | ------- | ------- |
| Anzahl der Personen | 636  | 657     | 676     | 686     |
| Unterschied         |      | +3,30 % | +2,89 % | +1,47 % |

| Jahr                | 2023 | 2024    |
| ------------------- | ---- | ------- |
| Anzahl der Personen | 688  | 686     |
| Unterschied         |      | −0,29 % |

Gemäß der Volkszählung 2011 wohnten in Stráža 676 Einwohner, davon 665 Slowaken. Ein Einwohner gab eine andere Ethnie an und 10 Einwohner machten keine Angabe zur Ethnie.
654 Einwohner bekannten sich zur römisch-katholischen Kirche und ein Einwohner zu den Mormonen; ein Einwohner bekannte sich zu einer anderen Konfession. Vier Einwohner waren konfessionslos und bei 16 Einwohnern ist die Konfession nicht ermittelt.

## Bauwerke und Denkmäler
- Christ-Königs-Kapelle im pseudogotischen Stil aus dem Jahr 1933
- moderne römisch-katholische Gorazdkirche aus dem Jahr 1996
- Straßenkapelle Johannes der Täufer aus dem 18. Jahrhundert